# XUXU
XUXU는 독일에서 생산되는 약간의 라임 주스가 첨가된 딸기향 보드카이다.
이 음료는 딸기를 으깨 보드카와 섞어서 만든다. 한병의 XUXU는 55%의 딸기와 11%의 라임쥬스가 첨가되어 있다. XUXU는 독일 회사인 Georg Hemmeter GmbH에서 만든다. XUXU는 오스트리아 the World-Spirits Award에서 96의 점수로 Double gold 상을 수상하였다.